# Ray Luzier
Raymond Lee Luzier (Pittsburgh, 14 de junio de 1970) es un músico estadounidense, conocido principalmente por ser el baterista de la banda Korn desde 2007. También ha formado parte de la banda Army of Anyone, compuesta por Richard Patrick y los hermanos Dean DeLeo y Robert DeLeo de Stone Temple Pilots.

## Carrera
Ray Luzier fue criado en West Newton, Pensilvania, una pequeña ciudad a una hora de Pittsburgh. Comenzó a tocar la batería a la edad de cinco años, y aunque es básicamente autodidacta, fue a clases en un instituto de jazz. Después de su graduación en 1988, Luzier se mudó a Hollywood, California, para seguir su educación en el Instituto de Músicos, una escuela renombrada. Terminó la carrera en 1989 con un grado del Instituto de Percusión. Luzier más tarde fue un instructor en el mismo instituto entre 1992 y 2001, enseñando las bases de la percusión del rock, y también de forma privada.
Luzier es conocido por su trabajo con David Lee Roth, siendo baterista de su banda entre 1997 y 2005. Luzier también ha tocado con Hideous Sun Demons, un trío de rock progresivo y fusión formado también por Toshi Hiketa en guitarra y James LoMenzo en bajo. En 2004, Luzier lanzó un DVD de instrucción sobre los aspectos básicos de la batería. Éste destaca por una amplia variedad de lecciones, incluyendo la técnica del doble bombo o doble pedal, ejercicios de movimiento y de calentamiento. Está disponible en Amazon.com y la Compañía de Industria editorial de Hal Leonard.
Más tarde, Ray Luzier echa una mano al cantante de Korn, Jonathan Davis, en su proyecto solista. Luzier también tocó con Stone Temple Pilots en un par de conciertos, debido al fallecimiento del padre de Eric Kretz.
Desde 2009 es el baterista oficial de la banda de nu metal Korn.

## Discografía
| Año                | Álbum                          |
| ------------------ | ------------------------------ |
| Con David Lee Roth |                                |
| 1998               | DLR Band                       |
| 2003               | Diamond Dave                   |
| Con Army of Anyone |                                |
| 2006               | Army of Anyone                 |
| Con Korn           |                                |
| 2009               | Korn Digital EP #1 (EP)        |
| 2010               | Korn III: Remember Who You Are |
| 2010               | Korn Digital EP #2 (EP)        |
| 2010               | Korn Digital EP #3 (EP)        |
| 2011               | The Path of Totality           |
| 2013               | The Paradigm Shift             |
| 2016               | The Serenity of Suffering      |
| 2019               | The Nohting                    |
| 2022               | Requiem                        |
| Con KXM            |                                |
| 2014               | KXM                            |
| 2017               | Scatterbrain                   |
| Con Jonathan Davis |                                |
| 2018               | Black Labyrinth                |

## Bandas
- David Lee Roth - Batería (1997-2000,2001-2005)
- Army of Anyone - Batería (2005-2007)
- Korn - Batería (2008-presente)
- Jonathan Davis and the SFA - Batería (2008-presente)
- KXM - Batería (2013-presente)

## Kit
Batería: Pearl Drums Reference Series Granite Sparkle[5]
- 24x16" Bass Drum
- 24x16" Bass Drum
- 6.5x14" Snare
- 12x8" Tom
- 13x9" Tom
- 14x14" Floor Tom (mounted as gong drum)
- 16x16" Floor Tom (left)
- 18x16" Floor Tom

Platillos:
- 18" Sabian AAXplosion Crash
- 10" Sabian AAXplosion Splash
- 18" Sabian AA Medium Crash
- 14" Sabian AA Regular or HHX Groove Hats
- 18" Sabian AA Chinese
- 14" Sabian Vault Chrash
- 21" Sabian AA Rock Ride
- 18" Sabian Evolution Ozone crash
- 18" Sabian HH medium Crash
- 12" Sabian Radia
- 10" Factory Metal Percussion Celtic Bell
- 12" Factory Metal Percussion Cross Chrasherz

Percusión:
- LP Ridge Rider Cowbell

Parches:
- Toms: Remo Clear Emperor over Remo Clear Ambassador
- Bass: Remo Clear Powerstroke 3 over Remo Ebony Ambassador with KoRN Logo
- Snare: Remo Clear Coeted Ambassador over Remo White Emperor X

Baquetas:
- Vic Firth Ray's Perfect Pair (X5B)

- Datos: Q438935
- Multimedia: Ray Luzier / Q438935